# Лубенский, Всеволод Фёдорович
Всеволод Фёдорович Лубенский — заместитель директора Уралмашзавода по реконструкции и капитальному строительству (1948—1970), лауреат Государственной премии СССР 1969 года.
Родился в 1910 году. Член КПСС с 1938 года.
Окончил Киевский строительный техникум (1930) и три курса Вечернего машиностроительного института в Краматорске.
В 1930—1935 гг. на строительстве Ново-Краматорского машиностроительного завода: рабочий, мастер, прораб.
В 1935—1941 гг. на инженерных должностях на заводе, после начала войны эвакуированного на Уралмашзавод.
С 1941 года на Уралмашзаводе: начальник строительного цеха, с 1948 г. заместитель директора по реконструкции и капитальному строительству.
За работу в военный период награждён медалью «За трудовую доблесть» (20.01.1943) и орденом Красной Звезды (05.08.1944).
Государственная премия СССР 1969 года (в составе коллектива) — за создание и внедрение комплексно-механизированного показательного сварочного производства в уникальном блоке сварных машиностроительных конструкций Уралмашзавода.